# Antimatter
Antimatter ist eine englische Rockband, die seit 1998 aktiv ist.

## Bandgeschichte
Antimatter wurde von Mick Moss und dem ehemaligen Anathema-Mitglied Duncan Patterson 1998 in England gegründet. Ihre Musik ist zwischen Alternative Rock und Dark Rock anzusiedeln. Die Band selbst beschreibt sich als „traurigste Band der Welt“.
1999 wurden die ersten Demoarbeiten aufgenommen. Darauf folgte das erste Studioalbum Savior (2002) und kurz darauf Lights Out (2003). Während sich die früheren Werke der Band zwischen Trip-Hop und Lounge-Musik bewegen, erinnern Planetary Confinement (2005) und Leaving Eden (2007) eher an Dark Rock.
Gründungsmitglied Duncan Patterson verließ kurz nach Planetary Confinement die Band. Leaving Eden, nur noch von Mick Moss verfasst, wurde von der Presse hoch gelobt und von den Musikmagazinen Zillo und Metal Shock jeweils zum Album des Monats gekürt.

## Diskografie

### Studioalben
- 2001: Saviour (Icon Records)
- 2003: Lights Out (Prophecy Productions)
- 2005: Planetary Confinement (Prophecy Productions)
- 2007: Leaving Eden (Prophecy Productions)
- 2012: Fear of a Unique Identity (Prophecy Productions)
- 2015: The Judas Table (Prophecy Productions)
- 2018: Black Market Enlightenment (Music In Stone)
- 2022: A Profusion of Thought (Music In Stone)

### Livealben
- 2002: Live @ K13 (Strangelight Records)
- 2009: Live @ An Club (Music In Stone)
- 2017: Live Between The Earth & Clouds (Music In Stone)
- 2020: An Epitaph (Music In Stone)

### Kompilationen / Sonstiges
- 2002: A Dream for the Blind (Eigenveröffentlichung)
- 2003: Unreleased 1998-2003 (Eigenveröffentlichung)
- 2010: Alternative Matter (Prophecy Productions)
- 2025: Parallel Matter (Rarities 2001–24) (Music in Stone)